# Julián Motta Salas

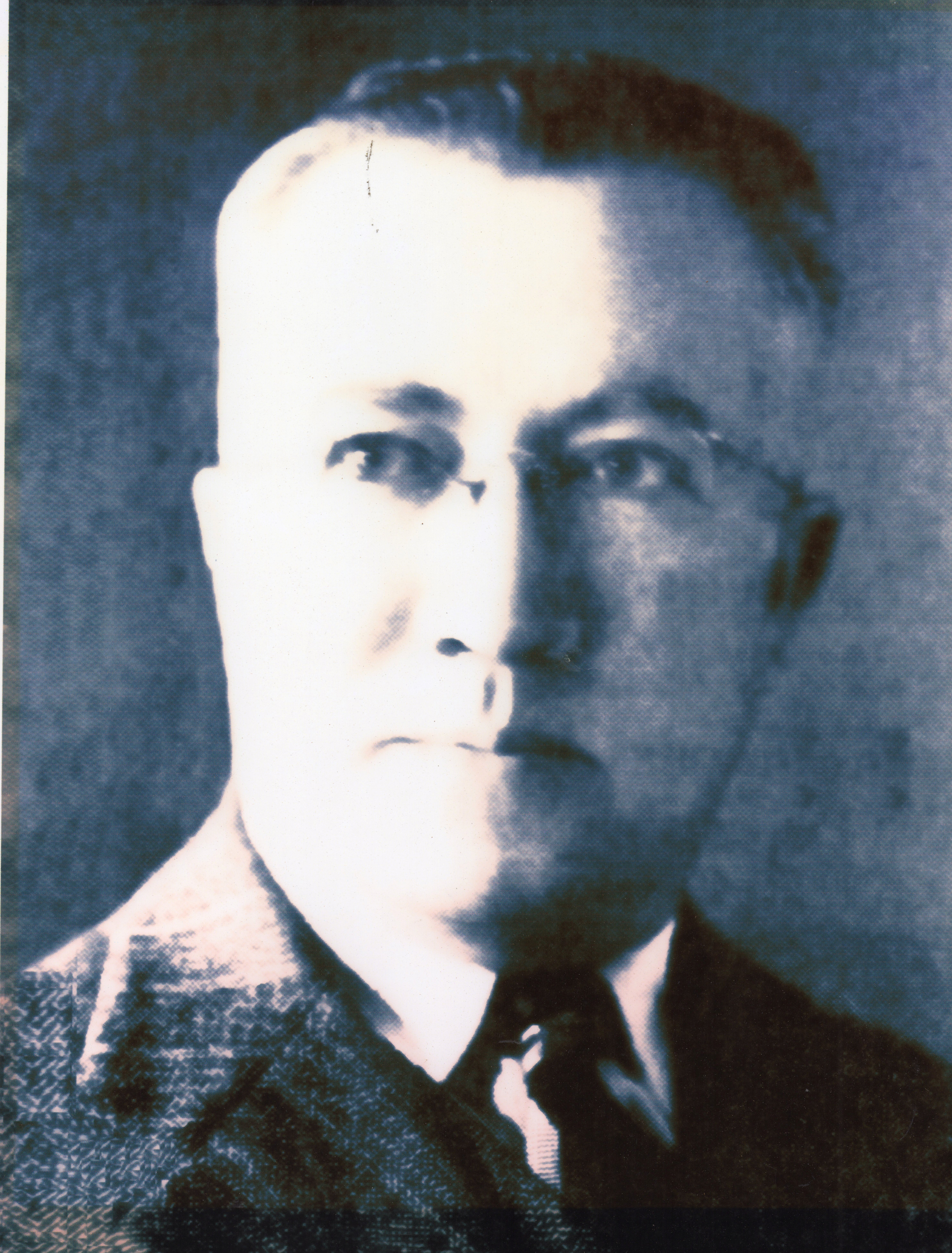

Julián Motta Salas (Neiva, 11 de abril de 1891-Bogotá, 1 de julio de 1972) fue un abogado y humanista colombiano, cervantista y traductor de clásicos griegos y latinos.

## Biografía
Julián Motta Salas nació en Neiva (Departamento del Huila, Colombia) el 11 de abril de 1891. Hizo sus estudios de primaria en el colegio de La Presentación en Neiva y los de secundaria en los colegios San Luis Gonzaga en Elías (Huila), Santa Librada en Neiva y en la Universidad Republicana de Bogotá, hoy Universidad Libre (Colombia). Antes de comenzar a estudiar derecho, Motta Salas estudio en el Seminario Mayor de Elías para seguir su vocación sacerdotal. Allí adelantó estudios de humanidades, filosofía, teología y aprendió griego y latín. Su vocación religiosa no prosperó y en mayo de 1912 ingresó a la Facultad de Derecho y Ciencias Políticas de la Universidad Nacional de Colombia, de donde se graduó el 1916. A partir de esa fecha, ingresó a la carrera judicial. Motta Salas fue Juez Primero de Garzón, Juez Primero Civil en el Guamo y Segundo del Circuito Civil en Neiva, Juez Superior, Fiscal y magistrado del Tribunal Superior de Nieva, la capital del Huila, auxiliar del Magistrado Francisco Tafur en la Corte Suprema de Justicia, donde ocupó por quince años el cargo de Relator, Juez Primero del Circuito Civil en Neiva; Secretario de Gobierno del Tolima; secretario de la Dirección General de Prisiones.
Además de sus labores como jurista y abogado, Motta Salas siempre mostró un enorme interés en la cultura griega y latina y en los clásicos españoles del Siglo de Oro, en particular por Cervantes y el Quijote. Así lo demuestra su libro Alonso Quijano el Bueno. Don Quijote en Villaseñor, una amplificación del Quijote cervantino publicado en 1930, su libro de ensayo Recuerdos del ingenioso hidalgo (1950) y la publicación de la biografía de Cervantes de 1965, la Vida del príncipe de los ingenios Miguel de Cervantes Saavedra, obras que le dieron el reconocimiento como cervantista por parte de numerosos críticos e historiadores de la literatura colombiana, como el padre Carlos Eduardo Mesa, Rafael Torres Quintero y Vicente Pérez Silva. En 1934 ingresó como Académico Correspondiente a la Academia Colombiana de la Lengua, donde realizó disertaciones sobre los poetas latinos Catulo, Tibulo y Propercio, publicados posteriormente en la Revista Senderos. Esta disertación fue la antesala de los ensayos sobre el amor en autores como Ovidio, Petrarca, Boccaccio, el arcipreste de Hita, Lope de Vega y Garcilaso de la Vega, que conforman sus Clásicos del amor, un libro que por la selección de los autores revela sus pasiones más constantes: los autores clásicos, los escritores italianos del Renacimiento y la tradición española de la Edad Media y los Siglos de Oro. En la década de los cuarenta, Motta Salas comenzó una etapa intelectual muy intensa. En 1942, se vinculó al recién creado Instituto Caro y Cuervo con el objetivo de colaborar con la elaboración del Diccionario de construcción y régimen de la lengua española. De igual manera, formó parte desde sus inicios del Instituto de Filosofía y Letras de la Universidad Nacional de Colombia, fundado el 20 de marzo de 1946 por Rafael Carrillo y Danilo Cruz Vélez durante la rectoría de Gerardo Molina, donde impartió clases de griego y de latín. Asimismo, fue profesor de latín en la Universidad Javeriana de Bogotá.
En los inicios de la década de los cincuenta y antes de su traslado a México en 1952 como Adjunto Cultural de la Embajada de Colombia, se imprimió su traducción de las Odas de Anacreonte, publicadas por la imprenta Departamental del Huila en 1951. Un año más tarde, en 1952, apareció su traducción de la Anábasis de Jenofonte. A su regreso de México, ocupó la dirección de la Biblioteca Nacional de Colombia entre 1956 y 1959 y, posteriormente, fue director del Instituto de Filosofía y Letras de la Universidad Nacional de Colombia. Motta Salas fue, asimismo, autor de una manual de historia de la literatura griega y latina titulado Letras griegas y latinas, publicado en 1959. En su momento, esta obra fue valorado por Agustín Rodríguez Garavito como un libro "imposible de superar", que demostraba que su autor era un "humanista auténtico". Motta Salas fue igualmente colaborador asiduo de revistas culturales como Senderos, Thesaurus, la Revista de las Indias, la Revista Javeriana, la de la Universidad de Antioquia, el Boletín Cultural y Bibliográfico del Banco de la República y la revista Bolívar.
Murió en Bogotá el 1 de julio de 1972. En su memoria, el colegio INEM de Neiva recibió el nombre de INEM Julián Motta Salas; fue inaugurado por el presidente de Colombia, Misael Pastrana Borreo y su ministro de Educación, Juan Jacobo Muñoz, en 1972.

## Obras

#### Ensayos y estudios
- Alonso Quijano el Bueno. Don Quijote en Villaseñor, Bogotá: Editorial Minerva, 1930.
- Clásicos del amor, Bogotá: Editorial Minerva, 1944.
- Recuerdos del ingenioso hidalgo, Neiva: Imprenta Departamental,1950.
- Letras griegas y latinas, Bogotá: Banco de la República, 1959.
- La vida del príncipe de los ingenios Miguel de Cervantes Saavedra, México: Editorial Renacimiento, 1965.

#### Traducciones
- Odas de Anacreonte, traducción de Julián Motta Salas, Neiva: Imprenta Departamental de Huila, 1951.
- Anábasis de Jenofonte, traducción de Julián Motta Salas, Bogotá: Ministerio de Educación Nacional, 1952.
- Sófocles. Las siete tragedias, traducción de Julián Motta Salas, Bogotá: Imprenta del Banco de la República, 1958.

#### Artículos
- "El amor en los poetas latinos (I)", Revista Senderos, vol. 3, N. 12 (1935), pp. 343-353.
- "El amor en los poetas latinos (II), Revista Senderos, vol. 3. N. 13 (1935), pp. 395-405.[2]
- "Vocabulario castellano arcaico", Thesaurus. Boletín del Instituto Caro y Cuervo, vol. 1, N. 1 (1945), pp. 130-139.
- "El sentimiento de la honra en el Quijote", Revista de las Indias, 32 (1947), pp. 75-107.
- "Dulcinea o el amor de don Quijote", Revista de la Universidad de Antioquia, N. 86 (1948), pp. 249-274.
- "La enseñanza del latín", Stvdivm, vol. II, Núm. 6 (1958), pp. 261-267.
- "De la imitación en el arte de escribir", Boletín cultural y bibliográfico, vol. 5, N. 2 (1962), pp. 127-132.
- "Diálogos de Leonardo Bruni Aretino sobre la cultura de los antiguos y de los modernos", Boletín cultural y bibliográfico, vol. 15, N. 1 (1978), pp. 118-128.